# Парзинское СПТУ № 7
Парзинское СПТУ № 7 — деревня в Глазовском районе Удмуртии в составе сельского поселения Парзинское.

## География
Находится на левом берегу реки Парзи в 25 км к югу от центра района города Глазов.

## История
Известна с 1905 года как ферма Порзинской сельско-хозяйственной школы с 6 дворами 16 жителями. В 1924 году здесь было отмечено 150 жителей. С 1929 года Парзинский учхоз, с 1965 Парзинское СПТУ № 7. В 1987 году Управление профтехобразования принимает решение закрыть училище, а земли и основные средства передать «Сельхозхимии», которая организовала здесь подсобное хозяйство (поселок подсобного хозяйства Агропромхимии). Здание общежития Глазовский мясокомбинат использовал под базу отдыха. В здании бывшего детского сада работал летний лагерь для детей.

## Население
| 2010 | 2012 |
| ---- | ---- |
| 42   | ↗46  |

Постоянное население составляло 55 человек (удмурты — 54 %) в 2002 году.